# Konrad Stollreither
Konrad Stollreither (* 6. Juli 1922 in Aying; † 15. Januar 2009) war ein deutscher Jurist und Volkswirt. Er war der erste bayerische Landesdatenschutzbeauftragte und Verfasser zahlreicher juristischer Kommentare und Artikel.

## Leben
Konrad Stollreither war der Sohn des Direktors der Universitätsbibliothek Erlangen-Nürnberg, Eugen Stollreither. 1941 machte er Abitur am Gymnasium Fridericianum Erlangen und wurde anschließend zum Reichsarbeitsdienst herangezogen, 1942 bis 1945 zum Kriegsdienst, wo er zuletzt Leutnant der Reserve war.
Er studierte Rechtswissenschaft und Volkswirtschaft an der Friedrich-Alexander-Universität Erlangen-Nürnberg und trat 1950 der musischen Studentenverbindung AMV Fridericiana Erlangen bei.
Nach Stationen als Gerichtsreferendar und Assessor kam er 1951 ans Bundeswirtschaftsministerium. Ab 1953 war Stollreither bei der Staatsanwaltschaft beim Bayerischen Verwaltungsgericht München, 1954 bis 1956 am Landratsamt Fürstenfeldbruck und ab 1958 Richter am Bayerischen Verwaltungsgericht München.
1960 wurde er an die Bayerische Staatskanzlei berufen, 1966 wurde er Ministerialrat in München und schließlich Leitender Ministerialrat.
Vom 3. Juli 1978 bis 31. Juli 1987 war Stollreither der erste bayerische Landesdatenschutzbeauftragte.